# Morris Sheppard

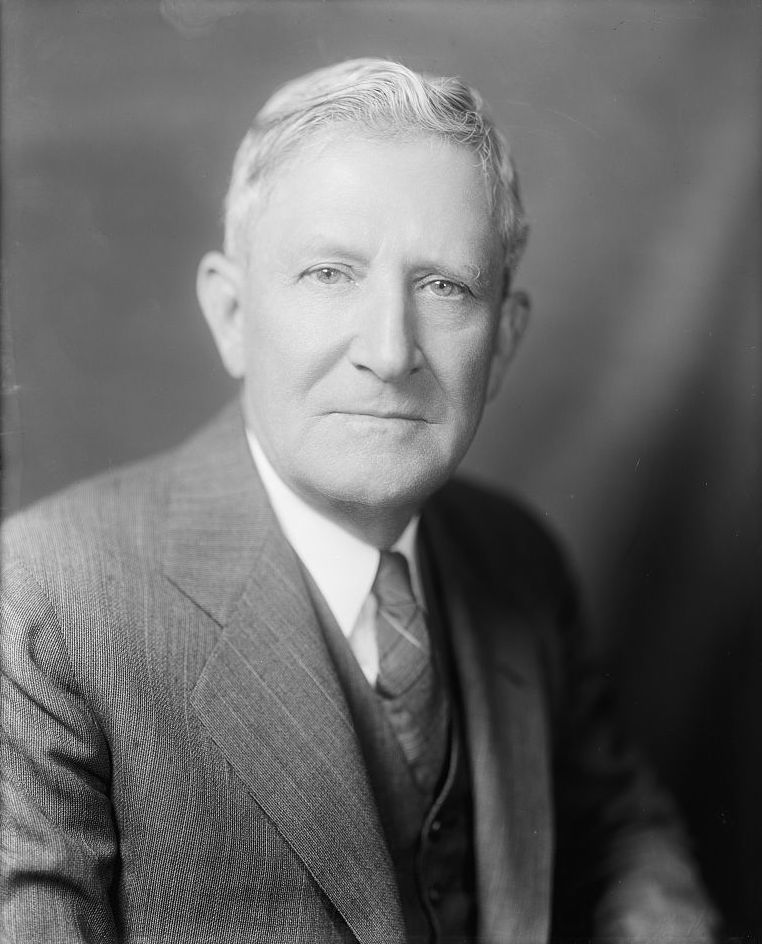
Morris Sheppard

John Morris Sheppard (* 28. Mai 1875 in Wheatville, Morris County, Texas; † 9. April 1941 in Washington, D.C.) war ein US-amerikanischer Politiker (Demokratische Partei), der den Bundesstaat Texas in beiden Kammern des US-Kongresses vertrat.
Nach Abschluss seiner Schulausbildung graduierte Morris Sheppard 1895 an der University of Texas in Austin, wo er zwei Jahre später auch sein juristisches Examen ablegte. Ein weiterer juristischer Abschluss folgte 1898 in Yale, ehe er nach der Aufnahme in die Anwaltskammer in Pittsburg eine gemeinsame Kanzlei mit seinem Vater betrieb. John Levi Sheppard war zuvor Staatsanwalt und Richter gewesen; 1899 zog er dann als Abgeordneter der Demokraten ins Repräsentantenhaus der Vereinigten Staaten ein.
Im selben Jahr verlegte Morris Sheppard seinen Wohnsitz nach Texarkana. Nach dem Tod seines Vaters am 11. Oktober 1902 trat er zur Nachwahl um dessen Kongressmandat an und war siegreich. Danach wurde er fünfmal im Amt bestätigt, ehe er zurücktrat, um sich für einen Sitz im US-Senat zu bewerben. Diesen hatte zuvor Rienzi Melville Johnston kommissarisch für den zurückgetretenen Joseph Weldon Bailey eingenommen. Im Repräsentantenhaus war Sheppard unter anderem Vorsitzender des Committee on Public Buildings and Grounds.
Die Wahl zum Senat gestaltete Sheppard ebenfalls siegreich. Dort zählte er zu den entschiedenen Unterstützern der Abstinenzbewegung. Er war 1916 der Verfasser des Sheppard Bone-Dry Act, eines Gesetzes, das die Alkoholprohibition auf den District of Columbia ausdehnte, und brachte im Senat die Resolution zum 18. Verfassungszusatz ein, mit dem die bundesweite Prohibition eingeführt wurde. Von 1929 bis 1933 war er zudem der Whip der demokratischen Fraktion. Überdies fungierte er als Vorsitzender zahlreicher Ausschüsse, darunter das Committee on Military Affairs.
Morris Sheppard starb im April 1941 im Amt. Zum Nachfolger wurde Andrew Jackson Houston, der Sohn von Sam Houston, ernannt. Die Nachwahl gewann der texanische Gouverneur W. Lee O’Daniel gegen den späteren US-Vizepräsidenten Lyndon B. Johnson, zu diesem Zeitpunkt Mitglied des Repräsentantenhauses. Sheppards Witwe Lucille heiratete im Jahr nach seinem Tod den zweiten Senator aus Texas, Tom Connally. Sein Enkel Connie Mack saß von 1989 bis 2001 für Florida im Senat, dessen gleichnamiger Sohn ist seit 2005 Mitglied des Repräsentantenhauses in Washington; beide gehören im Gegensatz zu ihrem Großvater den Republikanern an. Zwei weitere Enkel, Richard Sheppard Arnold und Morris Sheppard Arnold, wurden hochrangige Richter am Bundesberufungsgericht.